# 藤堂竜白
藤堂 竜白（とうどう りゅうはく）は、SNK（SNKプレイモア）の対戦型格闘ゲーム『龍虎の拳』などに登場する架空の人物。

## 概要
藤堂流古武術の使い手であったが、タクマ・サカザキに敗れる。その後、タクマと決着を付けるついでに自分の流派を世界に広めるためにアメリカのサウスタウンに渡った。しかしサウスタウンでのストリートファイトによってこれまでの自分が知らなかった様々な格闘術を目の当たりにしたことで、それらを取り込んだ上で藤堂流古武術を最強の「武術」として完成させるという目標も持つようになった。また、武術を極める一方で、日本料亭である「KARUTA」を経営しており、これが『龍虎の拳』（以下『龍虎』と表記）における自身のステージとなっている。そして『龍虎』においてユリ・サカザキ誘拐事件について何か情報を持っていると思い込んだリョウ・サカザキに敗北して消息不明となる（後に『ART OF FIGHTING 龍虎の拳 外伝』で、この末路が判明する）。
『龍虎の拳2』（以下『2』と表記）に前作からミッキー・ロジャースやMr.カラテ（『2』ではタクマ）ら対人戦のみ使用可能なキャラクターが通常使用キャラクターとして再登場するなかで藤堂のみ登場せず、以後は『ザ・キング・オブ・ファイターズ』（以下『KOF』と表記）など様々な作品において背景キャラクターとして登場する。
後に、カプコンとのクロスオーバー作品『CAPCOM VS. SNK 2 MILLIONAIRE FIGHTING 2001』（以下『カプエス2』と表記）では通常使用キャラクターとして再登場を果たす。その際にプロフィールが新しく作り直され、血液型なども含めすべてが変更されている。
『KOF MAXIMUM IMPACT REGULATION"A"』の特設サイトに掲載されているサイドストーリー「變面」では、長き修行を終えて武人として一皮むけた彼が登場する。このサイドストーリーではリー・パイロンとその弟子たちを撃破したのちにリョウと再戦することになり、その際に藤堂はリョウから「この勝負に勝っても負けても日本に戻って家族と再会してほしい」と懇願されている。

### 家族
家族は妻の志津子、娘には瑞穂（長女）と香澄（次女）がいる。
そのうち香澄は『ART OF FIGHTING 龍虎の拳外伝』（以下『外伝』と表記）にてプレイヤーキャラクターとして登場。その後に『KOF』シリーズなどにも出演している。香澄の参戦目的は竜白を探すことだが、すんでの所ですれ違いを続けている。『カプエス2』では竜白の対戦前デモや勝利ポーズにおいて登場している。
志津子は『外伝』の香澄のエンディングや家庭用『KOF'96』のロード時に表示されるイラストに登場する。厳格で礼儀作法に厳しいが、冷たいわけではなく心の内に家族愛を秘めている。彼女自身も夫から藤堂流古武術の手ほどきをいくらか受けており、竜白が留守の間に道場を預かっているのは志津子である。そんな彼女に対し、竜白は頭が上がらない模様。

## 他のメディアでの藤堂
アニメ『バトルスピリッツ 龍虎の拳』では、サウスタウン市警の警察官として登場。階級は警部。当初はソフト帽を被り、スーツにトレンチコート姿であったが、Mr.ビッグが経営している違法カジノのあるレストラン「ラ・モール」に強制捜査以降は、原作ゲームに近い胴着に袴、胸当て姿となった（ただし、頭はソフト帽のまま）。強制捜査のために、建造物倒壊用の鉄球を使う無茶をするなど、原作には無い豪快な様子が描かれており（本人いわく「多大な悪を消滅できるなら始末書で済むのは安いもの」）、終盤でジョン・クローリーがユリを人質にとって動けなかったリョウたちを手助けするために、乱入してジョンを成敗する。
『デラックスボンボン』で連載された漫画版『龍虎の拳』（作者：ゴッセージ）では、原作ゲームでは最初の敵であったのに対し、最終ボスであるMr.カラテの操る秘密結社「MASK」の最後の刺客として登場。悪の結社の一員だけあって、騒ぎ立てる部下を重ね当てで真っ二つにする形で制裁するなど、冷徹な面を見せるが、ユリを救うためにリョウを先に行かせたロバート・ガルシアとの対決の末に敗れている。その後、ロバートに組織のボスであるMr.カラテの正体がタクマではなく、彼のライバルで裏の極限流の使い手であった真実を教えている。
『ゲーメスト』で連載された漫画版『龍虎の拳』（作者：天獅子悦也）では事業主として成功していたという設定が付加され、リョウやキングと共闘するなど活躍シーンが多い。その続編の『龍虎の拳2』では「キング・オブ・ファイターズ」の予選に出場したものの如月影二に敗北している。

## 技の解説
「ただ一つの技を極めてこそ真の武士」という信念を持っているため、初代『龍虎』での必殺技は「重ね当て」しか持たない。『カプエス2』で参戦した際は技が大幅に増えたが、新技の大半は「重ね当て」のバリエーションとなっている。

### 通常投げ
無拍子
『カプエス2』で使用する強パンチ投げ。
顎割り
『カプエス2』で使用する強キック投げ。

### 特殊技
中段突き（強） / 横蹴り（強）
『龍虎』で使用する特殊攻撃ボタンを単独で押すと出る強攻撃。いずれも通常のパンチとキックの強バージョン。通常は「横蹴り（強）」が出るが、パンチボタンを押した後で特殊攻撃ボタンを押すと「中段突き（強）」が出る。
くるぶし砕き
『カプエス2』で使用する特殊技。低姿勢で前進して、下段判定の足払いを出す。

### 必殺技
重ね当て
『龍虎』での唯一の必殺技。両腕を振り下ろし、カミソリのような形の気で攻撃する飛び道具。飛行距離はかなり短いが、縦の幅がとても広く対空技にも成り得る。技の前後のスキも小さく、気力の消費も少ない。
仰ぎ重ね当て
『カプエス2』で追加された「重ね当て」のバリエーション。空中に向かって「重ね当て」を繰り出す。
飛び重ね当て
『カプエス2』で追加された空中で繰り出す「重ね当て」。技の形態は香澄の「空中重ね当て」とほぼ同様。
体崩し
『カプエス2』で追加されたコマンド投げで、相手を掴むと腹部に掌底を叩き込む。掌底の後は先に動け、さらに連続技を狙うことができる。

### 隠し必殺技 / 超必殺技
盟王武雷陣
スーパーファミコン版『龍虎』で追加された隠し必殺技。「重ね当て」の強化版で、発動は遅いが、見た目上では気の壁が一枚余分に加わり黄色から青へ色が変化している、ガード不能の高性能な技。
この技は、後の『Days of Memories 〜僕と彼女の熱い夏〜』にて「藤堂が教えた技」として再登場している。
超重ね当て
『カプエス2』の超必殺技。こちらは香澄の「超重ね当て」と同様に巨大な重ね当ての波を走らせる（香澄のは超秘伝の略で正式名称は「超秘伝重ね当て」だが、竜白のは「超重ね当て」になっている）。
心眼 蔓落とし
『カプエス2』の超必殺技。香澄の「心眼 葛落とし」と同様の当て身投げ技だが、投げた後の追い打ちの際に扇子を持つ。

## 登場作品

### 操作キャラクターとして
- 龍虎の拳 - 対戦モードのみ使用可能。
- CAPCOM VS. SNK 2 MILLIONAIRE FIGHTING 2001

### それ以外での出演
- 餓狼伝説スペシャル - リョウのステージ（日本・高知）の背景で出演。
- ザ・キング・オブ・ファイターズシリーズ - 背景などで出演。
  - ザ・キング・オブ・ファイターズ2000 - 竜白によく似た「Unknown」が香澄のマニアックストライカーとして登場する。
  - ザ・キング・オブ・ファイターズ2002UM - 香澄のMAX2で姿を見せる。
- KOF MAXIMUM IMPACT 2 - 背景の他にチャレンジモードの敵キャラクターとして登場する。
- SNK VS. CAPCOM SVC CHAOS - 香澄の個別エンディングに登場する。
- SNK VS. CAPCOM 激突カードファイターズシリーズ - 個別キャラクターカードが存在する。
- Days of Memoriesシリーズ
  - Days of Memories 〜僕と彼女の熱い夏〜 - ヒロインの1人である香澄のルートで登場する。
  - Days of Memories 〜恋はグッジョブ!〜 - ヒロインの1人である香澄のルートで登場する。

## 担当声優
- 坂井貴行（龍虎の拳）
- 青野武（アニメ『バトルスピリッツ 龍虎の拳』、カプエス2）
- James Carter Cathcart（アニメ『バトルスピリッツ 龍虎の拳』英語版）
- AKIRA GOTO（KOF2000）※Unknownの声

## 関連人物
- タクマ・サカザキ - 自分を負かした相手、極限流空手創始者
- リョウ・サカザキ - 自分を負かした相手
- 藤堂香澄 - 次女